# Trio Beyond
Trio Beyond är ett jazz fusion/free jazz-band som bildades 2003. 
Idén till trion föddes då trummisen Jack DeJohnette och gitarristen John Scofield diskuterade hur viktig Tony Williams varit för dem, både som musikalisk inspirationskälla och gruppledare.
Organisten Larry Goldings, också han en stor beundrare av Williams, bjöds sedan in för att tillsammans med Scofield och DeJohnette bilda Trio Beyond. Trion är en hyllning till gruppen  The Tony Williams Lifetime, som var verksam under 1970-talet.
Trion har gjort ett antal liveframträdanden. Ett av dessa, en konsert från Queen Elizabeth Hall 2004, gavs ut som dubbel-CD 2006 av ECM. Dubbel-CD:n fick namnet Saudades.